# Fonts baptismaux de Plusquellec

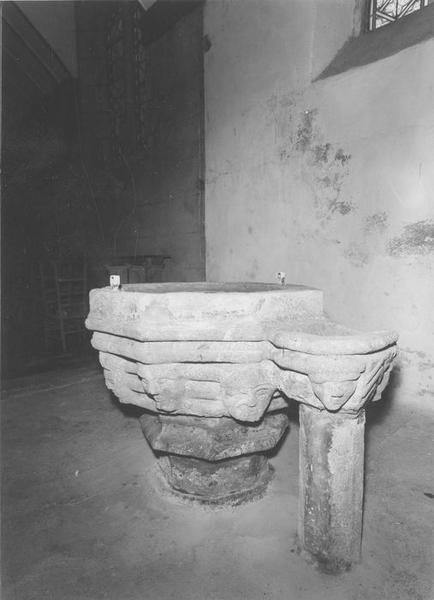
Fonts baptismaux de Plusquellec

Les fonts baptismaux de l'église Notre-Dame de Grâces à Plusquellec, une commune du département des Côtes-d'Armor dans la région Bretagne en France, datent du XVIe siècle. Les fonts baptismaux en granite sont classés monuments historiques au titre d'objet depuis le 2 avril 1982.